# Mas Nou del Lledoner
El Mas Nou del Lledoner és una masia del municipi de Cervelló (Baix Llobregat) que forma part de l'Inventari del Patrimoni Arquitectònic de Catalunya.

## Descripció
És una masia prop de la carretera N-340 (km 318-319). D'estructura basilical i amb un tancat exterior on hi figura la inscripció "F. R. 1777". El portal de la casa és d'arc escarser i les obertures del pis són balcons, que demostren una construcció posterior o reforma. La creuera central ve rematada per unes golfes amb arcades d'arc rodó. Als voltants de la casa hi ha les construccions pròpies de la seva primitiva funció rural. Carretera amunt, a uns 400 m, hi ha el Mas Vell del Lledoner.

## Història
Durant el segle xix era hostal i actualment és una segona residència.